# Kurt Hochheuser
Kurt Hochheuser (* 28. Januar 1936 in Troisdorf) ist ein ehemaliger deutscher Bankmanager.

## Leben
Kurt Hochheuser studierte Rechts- und Staatswissenschaften und wurde 1967 an der Rheinischen Friedrich-Wilhelms-Universität Bonn mit der Dissertation „Minderheitenschutz in der Aktiengesellschaft nach deutschem und nach schweizerischem Recht“ zum Dr. iur. promoviert. Er war anschließend für eine Wirtschaftsprüfungsgesellschaft tätig.
1967 trat er in die Commerzbank ein. Nach Leitungsaufgaben, unter anderem in Düsseldorf, wurde er 1980 Vorstandsmitglied der Commerzbank AG mit Zuständigkeit für das Firmenkundengeschäft. Er hatte mehrere Aufsichtsratsmandate.
Hochheuser engagiert sich für zahlreiche Sozialprojekte im Heiligen Land und ist Mitglied im Deutschen Verein vom Heiligen Lande. 1986 wurde er vom Kardinal-Großmeister Maximilien de Fürstenberg zum Ritter des Ritterordens vom Heiligen Grab zu Jerusalem ernannt und am 10. Mai 1986 im Salzburger Dom durch Franz Hengsbach, Großprior der deutschen Statthalterei, in den Orden investiert.
Er ist seit 1963 verheiratet mit "Hanni" Johanna geb. Mennicken; aus der Ehe stammen zwei Kinder.